# Spanair
A Spanair a második legnagyobb spanyol légitársaság volt, mely a Star Alliance légiszövetség tagja is volt. 2009-ig a Scandinavian Airlines System leányvállalata volt, amely jelenleg a vállalat részvényeinek 20%-át birtokolja. A Spanair menetrend szerinti járatokat üzemeltetett Európaszerte és Nyugat-Afrikába. Charterjáratokat a világ más részeire is indított. Bázisrepülőtere a Josep Tarradellas Barcelona-El Prat repülőtér volt, de fontos központjai volt még a Adolfo Suárez Madrid-Barajas repülőtér és a Palma de Mallorca nemzetközi repülőtér.

## Történet
A Spanairt 1986 decemberében alapította a Scandinavan Airlines Systems és a Viajes Marsans, első charterjáratát 1988 márciusában indította el. Hosszútávú járatokat az Egyesült Államokba, Mexikóba és a Dominikai Köztársaságba 1991-ben létesített. Ezt 1994-ben belföldi, menetrend szerinti repülőutak követték. A Spanair 2003-ban belépett a Star Alliance légiszövetségbe.
A légitársaságot 94%-ban a SAS csoport birtokolta, de az 2007. június 13-án bejelentette, hogy eladja részesedését. Ez a SAS-nak 2009-ben sikerült.
A Spanair 2012. január 30-án csődöt jelentett, mely 143 járat leállításával 15000 utast érintett világszerte, továbbá 2075 Spanair alkalmazott elveszítette a munkáját.

## Flotta

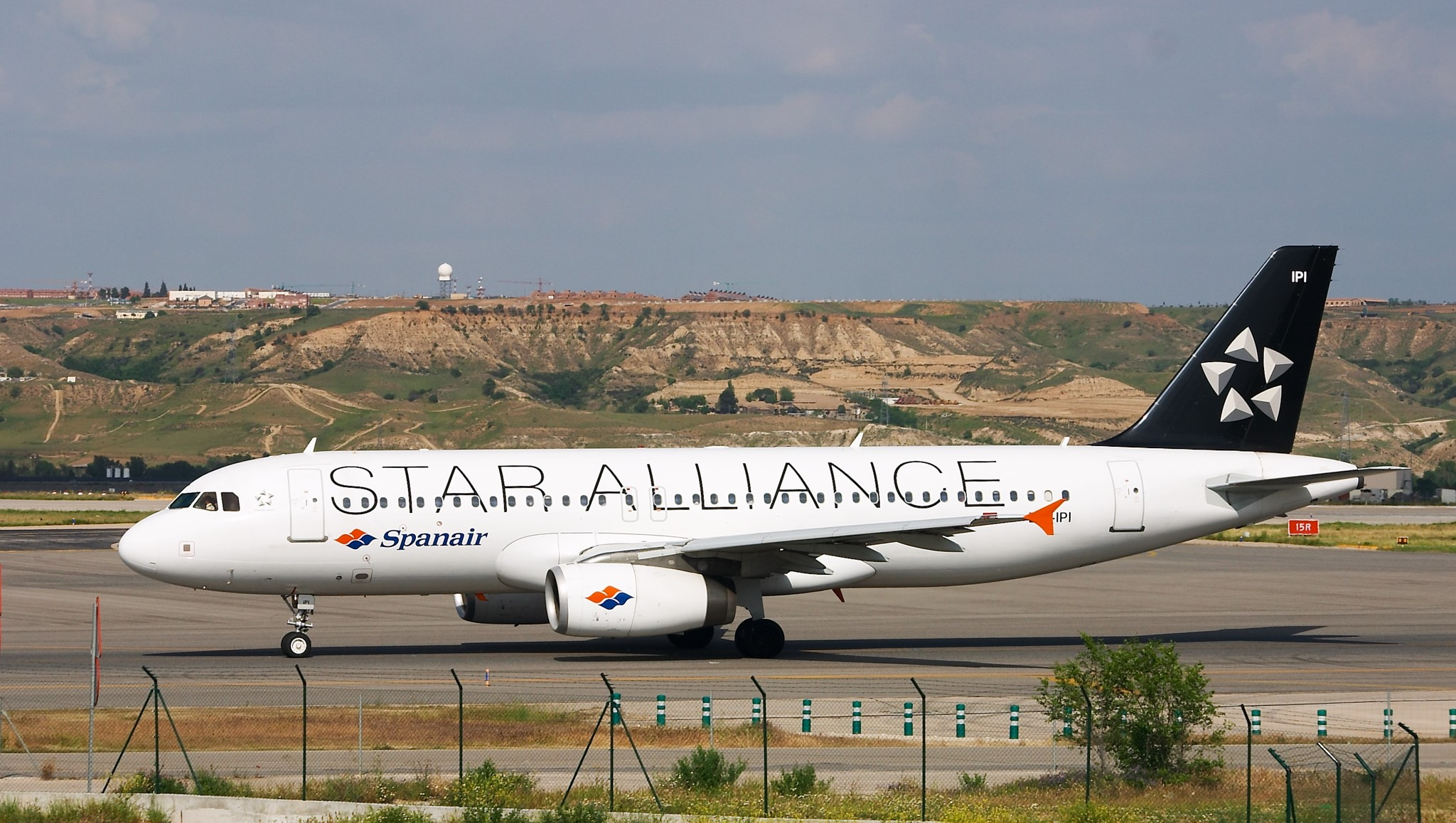
A társaság Airbus A320-asa a Star Alliance festésben

## Balesetek
2008. augusztus 20-án a társaság Madrid-Gran Canaria útvonalon repülő belföldi 5022-es számú járata - McDonnell Douglas MD–82 - a Adolfo Suárez Madrid-Barajas repülőtéren, helyi idő szerint 14 óra 45 perckor 166 utassal és 6 fős személyzettel a fedélzetén felszállás közben lezuhan. A balesetet 19-en élték túl, az elhunytak száma 153.